# Fazouro
Fazouro (llamada oficialmente Santiago de Fazouro) es una parroquia y un lugar español del municipio de Foz, en la provincia de Lugo, Galicia.

## Etimología
El origen del nombre procedería de "Foz Ouro", indicando su situación en la desembocadura del río Ouro.

## Organización territorial
La parroquia está formada por cinco entidades de población, no constando ninguna de ellas en el nomenclátor del Instituto Nacional de Estadística español:
- Fazouro*
- Eixo (O Eixo)
- Lousada (A Lousada)
- Morgallón
- Ponte (A Ponte)
- Vilarmea

## Demografía
Gráfica demográfica del lugar y parroquia de Fazouro según el INE español:
| Gráfica de evolución demográfica de Fazouro entre 2000 y 2019 |
|                                                               |
| Datos según el nomenclátor publicado por el INE.              |